# Сухая Берёзовка (село)
Сухая Берёзовка — село в Бобровском районе Воронежской области.
Административный центр Сухо-Берёзовского сельского поселения.

## Население
| 1859  | 1897  | 2000  | 2005  | 2010  | 2012  | 2013  | 2014  | 2015  |
| ----- | ----- | ----- | ----- | ----- | ----- | ----- | ----- | ----- |
| 2873  | ↗4510 | ↘1398 | ↘1318 | ↘1182 | ↘1164 | ↘1119 | ↘1066 | ↗1135 |
| 2016  | 2017  | 2018  | 2019  | 2020  | 2021  |       |       |       |
| ↗1204 | ↗1218 | ↘1176 | ↘1115 | ↘1110 | ↘1090 |       |       |       |

## География

### Улицы
- ул. Карла Маркса,
- ул. Кирова,
- ул. Ленинская,
- ул. Новая,
- ул. Октябрьская,
- ул. Советская,
- ул. Чапаева,
- ул. Журина.